# Sergio Bertoni
Sergio Bertoni (Pisa, 23 de setembre de 1915 - La Spezia, 15 de febrer de 1995) fou un futbolista italià de les dècades de 1930 i 1940 i entrenador.
Pel que fa a clubs, les dues principals entitats en les quals jugà foren el Pisa Calcio (1935-1938) i el Genoa CFC. (1938-1942). Jugà amb la selecció italiana entre 1936 i 1940, un total de sis partits, en els quals marcà un gol. Es proclamà campió dels Jocs Olímpics l'any 1936 i campió del món dos anys més tard. Juntament amb Alfredo Foni, Pietro Rava i Ugo Locatelli, és un dels únics quatre italians campió del món i olímpic.
Com a entrenador dirigí el club Spezia Calcio 1906 en diverses etapes.